# Zlatý pohár CONCACAF 2009
Zlatý pohár CONCACAF 2009 bylo 20. mistrovství pořádané fotbalovou asociací CONCACAF. Vítězem se stala Mexická fotbalová reprezentace.

## Kvalifikované týmy
Hlavní článek: Kvalifikace na Zlatý pohár CONCACAF 2009

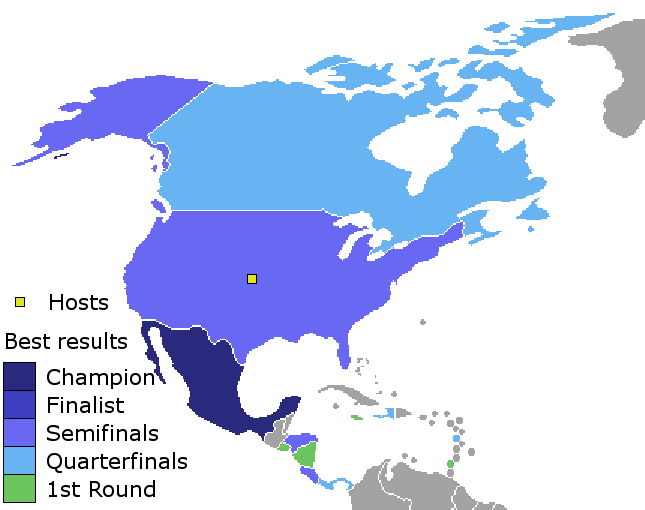
Mapa účastníků

Severoamerická zóna – kvalifikováni automaticky:
- USA (hostitel, 10. účast)
- Mexiko (10. účast)
- Kanada (9. účast)

Karibská zóna – kvalifikováni přes Karibský pohár 2008:
- Vítěz:  Jamajka (7. účast)
- 2. místo:  Grenada (1. účast)
- 3. místo:  Guadeloupe (2. účast)
- 5. místo:  Haiti (4. účast)1

1  Kuba, která se umístila na čtvrtém místě, se vzdala účasti, proto ji nahradil pátý tým.
Středoamerická zóna – kvalifikováni přes Středoamerický pohár 2009:
- Vítěz:  Panama (4. účast)
- 2. místo:  Kostarika (9. účast)
- 3. místo:  Honduras (9. účast)
- 4. místo:  Salvador (6. účast)
- 5. místo:  Nikaragua (1. účast)

Pozn. Účasti počítány od roku 1991.

## Základní skupiny
| Vysvětlivky | Vysvětlivky                                                                                  |
| ----------- | -------------------------------------------------------------------------------------------- |
|             | První dva týmy z každé skupiny a nejlepší dva týmy na třetích místech postoupily do play off |

### Skupina A
| Tým       | Z | V | R | P | VG | IG | +/- | B |
| --------- | - | - | - | - | -- | -- | --- | - |
| Kanada    | 3 | 2 | 1 | 0 | 4  | 2  | +2  | 7 |
| Kostarika | 3 | 1 | 1 | 1 | 4  | 4  | 0   | 4 |
| Jamajka   | 3 | 1 | 0 | 2 | 1  | 2  | -1  | 3 |
| Salvador  | 3 | 1 | 0 | 2 | 2  | 3  | -1  | 3 |

| 7. července 2009 19:00 UTC-4 |        |            |                                                                                      |
| Jamajka                      | 0 – 1  | Kostarika  | Columbus Crew Stadium, Columbus diváci: 7 059 rozhodčí: Jair Marrufo (United States) |
|                              | Report | Borges 64' | Columbus Crew Stadium, Columbus diváci: 7 059 rozhodčí: Jair Marrufo (United States) |

| 7. července 2009 21:00 UTC-4 |        |           |                                                                                 |
| Salvador                     | 0 – 1  | Kanada    | Columbus Crew Stadium, Columbus diváci: 7 059 rozhodčí: Roberto García (Mexico) |
|                              | Report | Gerba 32' | Columbus Crew Stadium, Columbus diváci: 7 059 rozhodčí: Roberto García (Mexico) |

| 10. července 2009 19:00 UTC-4 |        |                         |                                                                          |
| Kostarika                     | 2 – 2  | Kanada                  | FIU Stadium, Miami diváci: 17 269 rozhodčí: Terry Vaughn (United States) |
| Herrón 23' Centeno 35'        | Report | Bernier 25' de Jong 28' | FIU Stadium, Miami diváci: 17 269 rozhodčí: Terry Vaughn (United States) |

| 10. července 2009 21:00 UTC-4 |        |              |                                                                                       |
| Salvador                      | 0 – 1  | Jamajka      | FIU Stadium, Miami diváci: 17 269 rozhodčí: Geoffrey Hospedales (Trinidad and Tobago) |
|                               | Report | Cummings 70' | FIU Stadium, Miami diváci: 17 269 rozhodčí: Geoffrey Hospedales (Trinidad and Tobago) |

### Skupina B
| Tým      | Z | V | R | P | VG | IG | +/- | B |
| -------- | - | - | - | - | -- | -- | --- | - |
| USA      | 3 | 2 | 1 | 0 | 8  | 2  | +6  | 7 |
| Honduras | 3 | 2 | 0 | 1 | 5  | 2  | +3  | 6 |
| Haiti    | 3 | 1 | 1 | 1 | 4  | 3  | +1  | 4 |
| Grenada  | 3 | 0 | 0 | 3 | 0  | 10 | -10 | 0 |

| 4. července 2009 16:00 UTC-7 |        |       |                                                                                |
| Honduras                     | 1 – 0  | Haiti | Qwest Field, Seattle diváci: 15 387 rozhodčí: Marco Antonio Rodríguez (Mexico) |
| Costly 76'                   | Report |       | Qwest Field, Seattle diváci: 15 387 rozhodčí: Marco Antonio Rodríguez (Mexico) |

| 4. července 2009 18:00 UTC-7 |        |                                         |                                                                        |
| Grenada                      | 0 – 4  | USA                                     | Qwest Field, Seattle diváci: 15 387 rozhodčí: Walter López (Guatemala) |
|                              | Report | Adu 7' Holden 31' Rogers 60' Davies 69' | Qwest Field, Seattle diváci: 15 387 rozhodčí: Walter López (Guatemala) |

| 8. července 2009 19:00 UTC-4 |        |         |                                                                                                 |
| Haiti                        | 2 – 0  | Grenada | Robert F. Kennedy Memorial Stadium, Washington diváci: 26 079 rozhodčí: Roberto Moreno (Panama) |
| Noël 14' Marcelin 79'        | Report |         | Robert F. Kennedy Memorial Stadium, Washington diváci: 26 079 rozhodčí: Roberto Moreno (Panama) |

| 8. července 2009 21:00 UTC-4 |        |          | |
| USA                          | 2 – 0  | Honduras | Robert F. Kennedy Memorial Stadium, Washington diváci: 26 079 rozhodčí: Courtney Campbell (Jamaica) |
| Quaranta 74' Ching 79'       | Report |          | Robert F. Kennedy Memorial Stadium, Washington diváci: 26 079 rozhodčí: Courtney Campbell (Jamaica) |

| 11. července 2009 19:00 UTC-4 |        |                     |                                                                                   |
| USA                           | 2 – 2  | Haiti               | Gillette Stadium, Foxborough diváci: 24 137 rozhodčí: Walter Quesada (Costa Rica) |
| Arnaud 6' Holden 90+2'        | Report | Sirin 46' Chéry 49' | Gillette Stadium, Foxborough diváci: 24 137 rozhodčí: Walter Quesada (Costa Rica) |

| 11. července 2009 21:00 UTC-4                      |        |         |                                                                                        |
| Honduras                                           | 4 – 0  | Grenada | Gillette Stadium, Foxborough diváci: 24 137 rozhodčí: Marco Antonio Rodríguez (Mexico) |
| Martínez 2' Espinoza 25' Valladares 56' Costly 67' | Report |         | Gillette Stadium, Foxborough diváci: 24 137 rozhodčí: Marco Antonio Rodríguez (Mexico) |

### Skupina C
| Tým        | Z | V | R | P | VG | IG | +/- | B |
| ---------- | - | - | - | - | -- | -- | --- | - |
| Mexiko     | 3 | 2 | 1 | 0 | 5  | 1  | +4  | 7 |
| Guadeloupe | 3 | 2 | 0 | 1 | 4  | 3  | +1  | 6 |
| Panama     | 3 | 1 | 1 | 1 | 6  | 3  | +3  | 4 |
| Nikaragua  | 3 | 0 | 0 | 3 | 0  | 8  | -8  | 0 |

| 5. července 2009 14:00 UTC-7 |        |                         | |
| Panama                       | 1 – 2  | Guadeloupe              | Oakland-Alameda County Coliseum, Oakland diváci: 32 500 rozhodčí: Neal Brizan (Trinidad and Tobago) |
| Barahona 68'                 | Report | Loval 33' Fleurival 43' | Oakland-Alameda County Coliseum, Oakland diváci: 32 500 rozhodčí: Neal Brizan (Trinidad and Tobago) |

| 5. července 2009 16:00 UTC-7 |        |                                |                                                                                      |
| Nikaragua                    | 0 – 2  | Mexiko                         | Oakland-Alameda County Coliseum, Oakland diváci: 32 500 rozhodčí: Paul Ward (Canada) |
|                              | Report | Noriega 45' (pen.) Barrera 86' | Oakland-Alameda County Coliseum, Oakland diváci: 32 500 rozhodčí: Paul Ward (Canada) |

| 9. července 2009 19:00 UTC-5 |        |           |                                                                            |
| Guadeloupe                   | 2 – 0  | Nikaragua | Reliant Stadium, Houston diváci: 47 713 rozhodčí: Oscar Moncada (Honduras) |
| Auvray 57' Gotin 59'         | Report |           | Reliant Stadium, Houston diváci: 47 713 rozhodčí: Oscar Moncada (Honduras) |

| 9. července 2009 21:00 UTC-5 |        |           |                                                                              |
| Mexiko                       | 1 – 1  | Panama    | Reliant Stadium, Houston diváci: 47 713 rozhodčí: Joel Aguilar (El Salvador) |
| Sabah 10'                    | Report | Pérez 29' | Reliant Stadium, Houston diváci: 47 713 rozhodčí: Joel Aguilar (El Salvador) |

| 12. července 2009 14:00 UTC-7      |        |           |                                                                                         |
| Panama                             | 4 – 0  | Nikaragua | University of Phoenix Stadium, Glendale diváci: 23 876 rozhodčí: Jose Pineda (Honduras) |
| Pérez 35' Gómez 56' Tejada 76' 88' | Report |           | University of Phoenix Stadium, Glendale diváci: 23 876 rozhodčí: Jose Pineda (Honduras) |

| 12. července 2009 16:00 UTC-7 |        |            | |
| Mexiko                        | 2 – 0  | Guadeloupe | University of Phoenix Stadium, Glendale diváci: 23 876 rozhodčí: Neal Brizan (Trinidad and Tobago) |
| Torrado 42' Sabah 85'         | Report |            | University of Phoenix Stadium, Glendale diváci: 23 876 rozhodčí: Neal Brizan (Trinidad and Tobago) |

### Žebříček týmů na třetích místech
| Sk. | Tým     | Z | V | R | P | VG | IG | +/- | B |
| --- | ------- | - | - | - | - | -- | -- | --- | - |
| C   | Panama  | 3 | 1 | 1 | 1 | 6  | 3  | +3  | 4 |
| B   | Haiti   | 3 | 1 | 1 | 1 | 4  | 3  | +1  | 4 |
| A   | Jamajka | 3 | 1 | 0 | 2 | 1  | 2  | -1  | 3 |

## Play off

### Čtvrtfinále
| 18. července 2009 17:00 UTC-4 |        |                     |                                                                                           |
| Kanada                        | 0 – 1  | Honduras            | Lincoln Financial Field, Philadelphia diváci: 32 000 rozhodčí: Joel Aguilar (El Salvador) |
|                               | Report | Martínez 36' (pen.) | Lincoln Financial Field, Philadelphia diváci: 32 000 rozhodčí: Joel Aguilar (El Salvador) |

| 18. července 2009 20:00 UTC-4    |                |           |                                                                                          |
| USA                              | 2 – 1 (prodl.) | Panama    | Lincoln Financial Field, Philadelphia diváci: 32 000 rozhodčí: Benito Archundia (Mexico) |
| Beckerman 49' Cooper 106' (pen.) | Report         | Pérez 45' | Lincoln Financial Field, Philadelphia diváci: 32 000 rozhodčí: Benito Archundia (Mexico) |

| 19. července 2009 15:00 UTC-5 |        |                                                   |                                                                            |
| Guadeloupe                    | 1 – 5  | Kostarika                                         | Cowboys Stadium, Arlington diváci: 85 000 rozhodčí: Jose Pineda (Honduras) |
| Alphonse 64'                  | Report | Borges 3' Saborío 16', 71' Herron 47' Herrera 89' | Cowboys Stadium, Arlington diváci: 85 000 rozhodčí: Jose Pineda (Honduras) |

| 19. července 2009 18:00 UTC-5             |        |       |                                                                                 |
| Mexiko                                    | 4 – 0  | Haiti | Cowboys Stadium, Arlington diváci: 85 000 rozhodčí: Courtney Campbell (Jamaica) |
| Sabah 23', 63' Dos Santos 42' Barrera 83' | Report |       | Cowboys Stadium, Arlington diváci: 85 000 rozhodčí: Courtney Campbell (Jamaica) |

### Semifinále
| 23. července 2009 18:00 UTC-5 |        |                        |                                                                             |
| Honduras                      | 0 – 2  | USA                    | Soldier Field, Chicago diváci: 55 173 rozhodčí: Courtney Campbell (Jamaica) |
|                               | Report | Goodson 45' Cooper 90' | Soldier Field, Chicago diváci: 55 173 rozhodčí: Courtney Campbell (Jamaica) |

| 23. července 2009 21:00 UTC-5 |                |            |                                                                         |
| Kostarika                     | 1 – 1 (prodl.) | Mexiko     | Soldier Field, Chicago diváci: 55 173 rozhodčí: Roberto Moreno (Panama) |
| Ledezma 90+3'                 | Report         | Franco 88' | Soldier Field, Chicago diváci: 55 173 rozhodčí: Roberto Moreno (Panama) |

|                               |       | Penaltový rozstřel                    |  |
| Saborío Borges Ledezma Oviedo | 3 – 5 | Franco Dos Santos Torrado Juárez Vela |  |

### Finále
| 26. července 2009 15:00 UTC-4 |        |                                                                  |                                                                                      |
| USA                           | 0 – 5  | Mexiko                                                           | Giants Stadium, East Rutherford diváci: 79 156 rozhodčí: Courtney Campbell (Jamaica) |
|                               | Report | Torrado 56' (pen.) Dos Santos 62' Vela 67' Castro 79' Franco 90' | Giants Stadium, East Rutherford diváci: 79 156 rozhodčí: Courtney Campbell (Jamaica) |

## Vítěz
| Zlatý pohár CONCACAF 2009 Mexiko 8. titul |